# Episodi di Shotgun Slade (seconda stagione)
La seconda stagione della serie televisiva Shotgun Slade è andata in onda negli Stati Uniti dal 17 ottobre 1960 al 1961 in syndication.
In Italia la stagione è stata trasmessa su Telecapri News dal 29 maggio al 21 agosto 2017, ogni lunedì dopo la mezzanotte del giorno precedente, saltando però alcuni episodi lasciandoli inediti.
| nº | Titolo originale           | Titolo italiano                          | Prima TV USA     | Prima TV Italia |  |
| -- | -------------------------- | ---------------------------------------- | ---------------- | --------------- |  |
| 1  | Skyfire                    | Fuoco nel cielo                          | 17 ottobre 1960  | 29 maggio 2017  |  |
| 2  | Ghost of Yucca Flats       |                                          | 24 ottobre 1960  | inedito         |  |
| 3  | Secret Gold                | L'oro segreto                            | 31 ottobre 1960  | 5 giugno 2017   |  |
| 4  | The Missing Dog            | Il cane scomparso                        | 7 novembre 1960  | 12 giugno 2017  |  |
| 5  | Mountain Murderess         | L'assassino della montagna               | 14 novembre 1960 | 19 giugno 2017  |  |
| 6  | Dead Man's Tale            |                                          | 21 novembre 1960 | inedito         |  |
| 7  | Vengeance                  | La vendetta                              | 28 novembre 1960 | 26 giugno 2017  |  |
| 8  | Rail Head at Rampart       | Il bastione della testata della ferrovia | 5 dicembre 1960  | 26 giugno 2017  |  |
| 9  | Woman from Wyoming         |                                          | 12 dicembre 1960 | inedito         |  |
| 10 | The Laughing Widow         |                                          | 19 dicembre 1960 | inedito         |  |
| 11 | Turkey Shoot               | Colpo alla turchese                      | 26 dicembre 1960 | 10 luglio 2017  |  |
| 12 | Hang Him Twice             |                                          | 2 gennaio 1961   | inedito         |  |
| 13 | Traveling Trunk            |                                          | 9 gennaio 1961   | inedito         |  |
| 14 | Silver Queen               | La regina d'argento                      | 1961             | 17 luglio 2017  |  |
| 15 | Little Sister              | Una sorellina                            | 1961             | 17 luglio 2017  |  |
| 16 | Copper Cylinder            |                                          | 1961             | inedito         |  |
| 17 | Misplaced Genius           |                                          | 1961             | inedito         |  |
| 18 | Mother Sixgun              |                                          | 1961             | inedito         |  |
| 19 | The Impatient Bullet       | Proiettili per l'impazienza              | 1961             | 24 luglio 2017  |  |
| 20 | The Silent Man             |                                          | 1961             | inedito         |  |
| 21 | School Ma'am               |                                          | 1961             | inedito         |  |
| 22 | Legend of a Hero           | La leggenda per un eroe                  | 1961             | 31 luglio 2017  |  |
| 23 | The Mystery of Black River |                                          | 1961             | inedito         |  |
| 24 | Widow of El Dorado         | La vedova di El Dorado                   | 1961             | 7 agosto 2017   |  |
| 25 | Valley of the Shadow       | La valle come un'ombra                   | 1961             | 7 agosto 2017   |  |
| 26 | A Noose for Hurley         | Il cappio di Hurley                      | 1961             | 7 agosto 2017   |  |
| 27 | A Grave at San Gallo       |                                          | 1961             | inedito         |  |
| 28 | Friends No More            |                                          | 1961             | inedito         |  |
| 29 | Yankee Spy                 |                                          | 1961             | inedito         |  |
| 30 | Skinner's Rainbow          |                                          | 1961             | inedito         |  |
| 31 | The Lost Herds             |                                          | 1961             | inedito         |  |
| 32 | The Search for Susan       | Ritrovate Susan!                         | 1961             | 14 agosto 2017  |  |
| 33 | The Phantom Noose          | Il cappio fantasma                       | 1961             | 14 agosto 2017  |  |
| 34 | Madame Vengeance           | Signora Vendetta                         | 1961             | 14 agosto 2017  |  |
| 35 | Five Graves                | Le Cinque Tombe                          | 1961             | 14 agosto 2017  |  |
| 36 | The Payrollers             | I pagatori                               | 1961             | 21 agosto 2017  |  |
| 37 | A Gun and a Prayer         | Pregate per una pistola                  | 1961             | 21 agosto 2017  |  |
| 38 | The Ranch Ghost            | Il fantasma del Ranch                    | 1961             | 21 agosto 2017  |  |
| 39 | Something to Die For       | È la fine                                | 1961             | 21 agosto 2017  |  |

## Skyfire
- Prima televisiva: 17 ottobre 1960

### Trama
- Guest star: Phil Chambers, Herbert Patterson, Mary LaRoche, Nelson Olmsted, Stephen Chase

## Ghost of Yucca Flats
- Prima televisiva: 24 ottobre 1960

### Trama
- Guest star:

## Secret Gold
- Prima televisiva: 31 ottobre 1960

### Trama
- Guest star:

## The Missing Dog
- Prima televisiva: 7 novembre 1960

### Trama
- Guest star: Howard Wright, Michael Burns, Brad Johnson, Jackie Russell, Eddy Waller, David Huddleston

## Mountain Murderess
- Prima televisiva: 14 novembre 1960

### Trama
- Guest star:

## Dead Man's Tale
- Prima televisiva: 21 novembre 1960

### Trama
- Guest star: Paul Sorensen (Hank Gillis), John L. Cason (Luke Crowell), Chick Hannan (cittadino), Larry Perron (Jim Hook), Jean Howell (Amy Cartright), Tyler McVey (Homer Carlson), Jack Mather (sceriffo Holman), Kermit Maynard (cittadino)

## Vengeance
- Prima televisiva: 28 novembre 1960

### Trama
- Guest star:

## Rail Head at Rampart
- Prima televisiva: 5 dicembre 1960

### Trama
- Guest star:

## Woman from Wyoming
- Prima televisiva: 12 dicembre 1960

### Trama
- Guest star: Alan Reynolds, Sandra Marsh, Judy Bamber, Madeleine Taylor Holmes, Henry Hunter, John Litel, Justice Watson

## The Laughing Widow
- Prima televisiva: 19 dicembre 1960

### Trama
- Guest star: H. M. Wynant (Chris), Allison Hayes (Lana Parker)

## Turkey Shoot
- Prima televisiva: 26 dicembre 1960

### Trama
- Guest star: John McLiam (sceriffo), Ralph Reed (Ollie Cargar), Ted Jacques (Tom), Wolfe Barzell (Herman Meyer), Don Kelly (Mack Cargar), Jeanne Cooper (Francie), Kermit Maynard (Coonskin)

## Hang Him Twice
- Prima televisiva: 2 gennaio 1961

### Trama
- Guest star:

## Traveling Trunk
- Prima televisiva: 9 gennaio 1961

### Trama
- Guest star:

## Silver Queen
- Prima televisiva: 1961

### Trama
- Guest star: Fred Coby, Edward Colmans, Jane Nigh, Richard Shannon, King Calder, Carolyn Craig (Penny), John Verros, Harmon Stevens

## Little Sister
- Prima televisiva: 1961

### Trama
- Guest star: Howard Vann, Gilman Rankin, Claudia Barrett, Paul Hahn, Andrea King, George Wallace

## Copper Cylinder
- Prima televisiva: 1961

### Trama
- Guest star:

## Misplaced Genius
- Prima televisiva: 1961

### Trama
- Guest star: Ernest Sarracino, Gene Lyons, Jeanne Bal, Edmund Hashim, Jon Lormer, F.S. White

## Mother Sixgun
- Prima televisiva: 1961

### Trama
- Guest star: Lynette Bernay, Pamela Duncan, Ed Nelson (sceriffo), Lurene Tuttle, Paul Genge, John Milford

## The Impatient Bullet
- Prima televisiva: 1961

### Trama
- Guest star: Howard Negley (Marshal), Patricia Michon (Sue Morrison), John McKee (Hatch), Collin Carey (Loren Galt), Ron Harper (Deputy Griff Blanchard), Lance Fuller (Frank Galt), Kermit Maynard (conducente della diligenza)

## The Silent Man
- Prima televisiva: 1961

### Trama
- Guest star: Donald Randolph (Franklin), Steve Darrell (Hiram Martin), Mauritz Hugo (sceriffo Pat Holmes), Jon Locke (Warren), Melora Conway (Gloria Martin), Kermit Maynard (scagnozzo)

## School Ma'am
- Prima televisiva: 1961

### Trama
- Guest star:

## Legend of a Hero
- Prima televisiva: 1961

### Trama
- Guest star:

## The Mystery of Black River
- Prima televisiva: 1961

### Trama
- Guest star:

## Widow of El Dorado
- Prima televisiva: 1961

### Trama
- Guest star: Lillian O'Malley, Pat O'Malley, Jocelyn Somers, Jerry O'Sullivan, Ron Soble, Jeanne Bates, Jack Warford

## Valley of the Shadow
- Prima televisiva: 1961

### Trama
- Guest star: Dennis Patrick (Lyle), Will Wright (Kellogg), Jean Gillespie, Frank Ferguson (sceriffo), Taggart Casey

## A Noose for Hurley
- Prima televisiva: 1961

### Trama
- Guest star: Andy Clyde, Ruth Brady, Lane Bradford, John Warburton

## A Grave at San Gallo
- Prima televisiva: 1961

### Trama
- Guest star: Rodolfo Hoyos Jr., Pilar Del Rey, Baynes Barron, Lee Bergere, Eileen Ryan

## Friends No More
- Prima televisiva: 1961

### Trama
- Guest star:

## Yankee Spy
- Prima televisiva: 1961

### Trama
- Guest star: Doye O'Dell (U.S. Marshal Lewin), Paul Newlan (generale Lucius Cavanagh), Allen Pinson (caporale Hanks), Ronnie Rondell Jr. (Deputy Frank Collins), Floy Dean (Laura Cavanagh), Arch Johnson (sergente Jud Garth), Hank Patterson (sceriffo)

## Skinner's Rainbow
- Prima televisiva: 1961

### Trama
- Guest star: Hardie Albright (professore Simms), Marianne Stewart (Kate Murdock), Boyd 'Red' Morgan (Bates), Paul Keast (Ben Willard), J. Pat O'Malley (Hardluck Luke Skinner), Ron Gans (scagnozzo)

## The Lost Herds
- Prima televisiva: 1961

### Trama
- Guest star: Yvette Vickers

## The Search for Susan
- Prima televisiva: 1961

### Trama
- Guest star: Julia Montoya, Voltaire Perkins, Lucy Marlow, Peter Miller, Chuck Courtney, Bill Hale

## The Phantom Noose
- Prima televisiva: 1961

### Trama
- Guest star: Gregory Morton, Patricia Huston, Paul Carr

## Madame Vengeance
- Prima televisiva: 1961

### Trama
- Guest star: Sally Mansfield (Katie), Tom Gilson (Clay), Robert Chadwick (Bounter Hunter), Tom Monroe (Anders), Rita Lynn (Lilian Le Clair), Jack Lambert (Chauncey Harper), Pete Dunn (Bar Patron)

## Five Graves
- Prima televisiva: 1961

### Trama
- Guest star: Harold Ayer, Thayer Roberts, James Griffith, Brett King, Frank Gerstle, Peter Camlin

## The Payrollers
- Prima televisiva: 1961

### Trama
- Guest star: Diane Mountford, Monica Lewis (Norma Packer), Ralph Moody, John Alvin, Curt Barrett, Lee Van Cleef (Bob)

## A Gun and a Prayer
- Prima televisiva: 1961

### Trama
- Guest star: Thomas E. Jackson, Dabbs Greer, Roy Barcroft, Virginia Christine, Tom Orme

## The Ranch Ghost
- Prima televisiva: 1961

### Trama
- Guest star: Hank Brandt, Christopher Dark, Nina Shipman

## Something to Die For
- Prima televisiva: 1961

### Trama
- Guest star: John Lasell, Brian G. Hutton, John Crawford, Phyllis Hill, Otto Waldis